# Biozat
Biozat est une commune française, située dans le département de l'Allier en région Auvergne-Rhône-Alpes.

## Géographie

### Localisation
Elle est composée de trois hameaux : le Bourg, les Cluzeaux et Martingues.
Située dans la plaine de la Limagne, proche de grandes agglomérations et des grands axes de communication tout en étant légèrement à l'écart, cette commune offre une qualité de vie à ses habitants grâce aux équipements : école, agence postale, associations qui proposent des activités sportives et festives (nombreuses et variées). De fait, les habitants travaillent essentiellement sur Vichy, Gannat et Clermont-Ferrand. Le village a connu des extensions bâties récentes. Mais à l'intérieur même du village, subsistent des vergers, des jardins et même des prés et des champs, qui lui donnent un caractère champêtre authentique et bien agréable.

### Communes limitrophes
Située au sud du département de l'Allier, Biozat jouxte cinq communes dont une hors du département :
|         | Cognat-Lyonne        | Serbannes |
| Charmes | Biozat               | Brugheas  |
|         | Effiat (Puy-de-Dôme) |           |

### Voies de communication et transports
La commune est desservie par la route départementale (RD) 36 (en direction de Monteignet-sur-l'Andelot et Escurolles au nord, et de Randan au sud, où au croisement avec la RD 984, elle devient la RD 435), la RD 119 (en direction de Charmes et Gannat à l'ouest et du hameau de Beaulieu à l'est), la RD 272 (en direction d'Effiat, où elle devient la RD 437 dans le Puy-de-Dôme), et la RD 984 (axe de Bellerive-sur-Allier à Aigueperse, passant à la frontière communale avec Brugheas).

### Climat
Pour des articles plus généraux, voir Climat d'Auvergne-Rhône-Alpes et Climat de l'Allier.
En 2010, le climat de la commune est de type climat océanique dégradé des plaines du Centre et du Nord, selon une étude du CNRS s'appuyant sur une série de données couvrant la période 1971-2000. En 2020, Météo-France publie une typologie des climats de la France métropolitaine dans laquelle la commune est exposée à un climat de montagne ou de marges de montagne et est dans la région climatique Nord-est du Massif Central, caractérisée par une pluviométrie annuelle de 800 à 1 200 mm, bien répartie dans l’année.
Pour la période 1971-2000, la température annuelle moyenne est de 10,9 °C, avec une amplitude thermique annuelle de 16,2 °C. Le cumul annuel moyen de précipitations est de 726 mm, avec 9 jours de précipitations en janvier et 7,2 jours en juillet. Pour la période 1991-2020, la température moyenne annuelle observée sur la station météorologique de Météo-France la plus proche, « Charmes_sapc », sur la commune de Charmes à 2 km à vol d'oiseau, est de 11,9 °C et le cumul annuel moyen de précipitations est de 675,4 mm,. Pour l'avenir, les paramètres climatiques de la commune estimés pour 2050 selon différents scénarios d'émission de gaz à effet de serre sont consultables sur un site dédié publié par Météo-France en novembre 2022.

## Urbanisme

### Typologie
Au 1er janvier 2024, Biozat est catégorisée commune rurale à habitat dispersé, selon la nouvelle grille communale de densité à 7 niveaux définie par l'Insee en 2022.
Elle est située hors unité urbaine. Par ailleurs la commune fait partie de l'aire d'attraction de Vichy, dont elle est une commune de la couronne,. Cette aire, qui regroupe 50 communes, est catégorisée dans les aires de 50 000 à moins de 200 000 habitants,.

### Occupation des sols

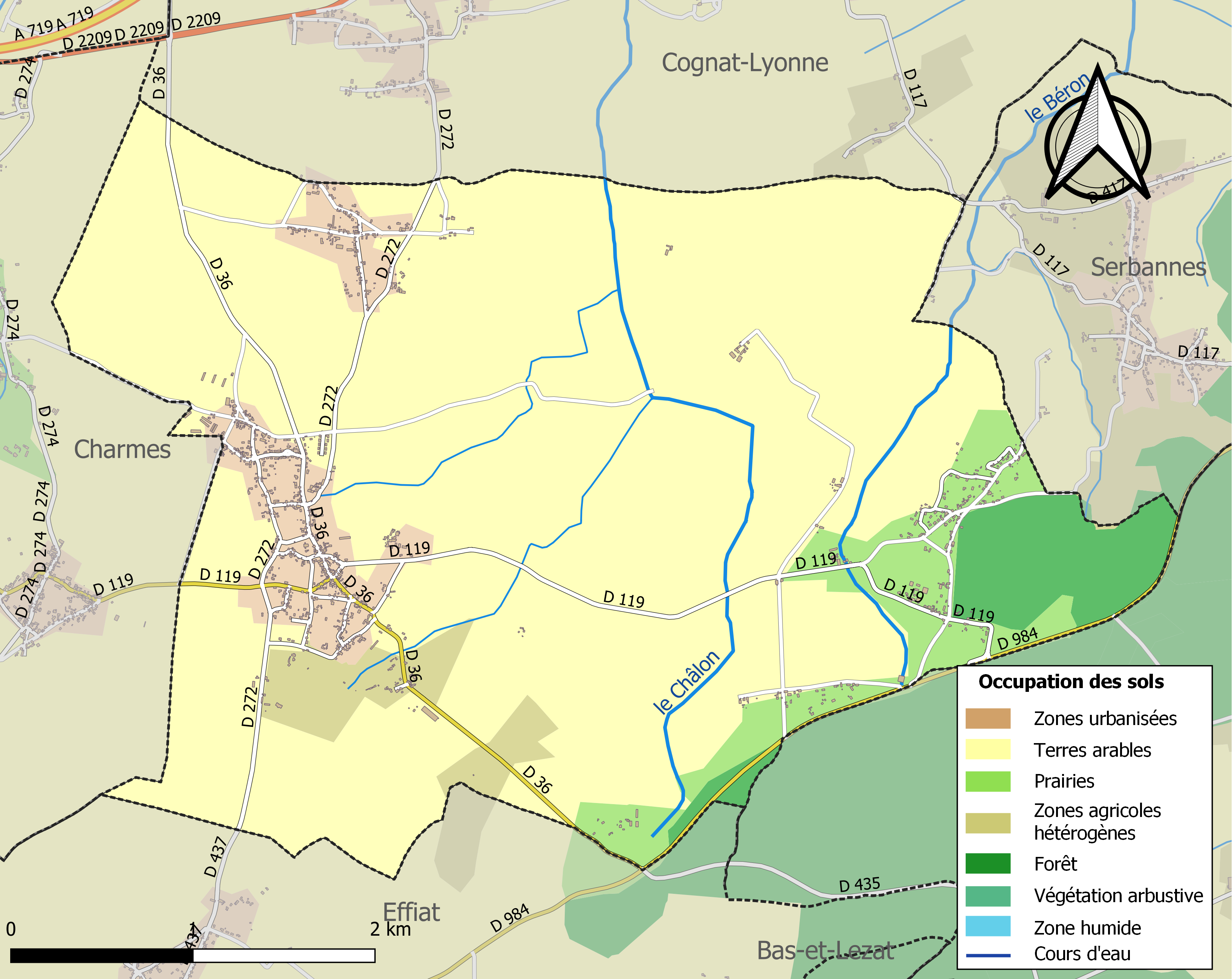
Carte des infrastructures et de l'occupation des sols de la commune en 2018 (CLC).

L'occupation des sols de la commune, telle qu'elle ressort de la base de données européenne d’occupation biophysique des sols Corine Land Cover (CLC), est marquée par l'importance des territoires agricoles (89,1 % en 2018), une proportion sensiblement équivalente à celle de 1990 (89,7 %). La répartition détaillée en 2018 est la suivante : terres arables (78,9 %), prairies (6,9 %), zones urbanisées (6 %), forêts (4,9 %), zones agricoles hétérogènes (3,2 %).
L'IGN met par ailleurs à disposition un outil en ligne permettant de comparer l’évolution dans le temps de l’occupation des sols de la commune (ou de territoires à des échelles différentes). Plusieurs époques sont accessibles sous forme de cartes ou photos aériennes : la carte de Cassini (XVIIIe siècle), la carte d'état-major (1820-1866) et la période actuelle (1950 à aujourd'hui).

## Histoire

### Préhistoire et antiquité
Les hommes s'installent sur ce territoire dès l'âge du bronze (-1800 à -700).
Après la conquête romaine, la population se fixe à l'emplacement du bourg actuel. Une borne milliaire en l'honneur de l'empereur Hadrien indique la dix-septième lieue à partir de Clermont (capitale des Arvernes).

### Moyen Âge

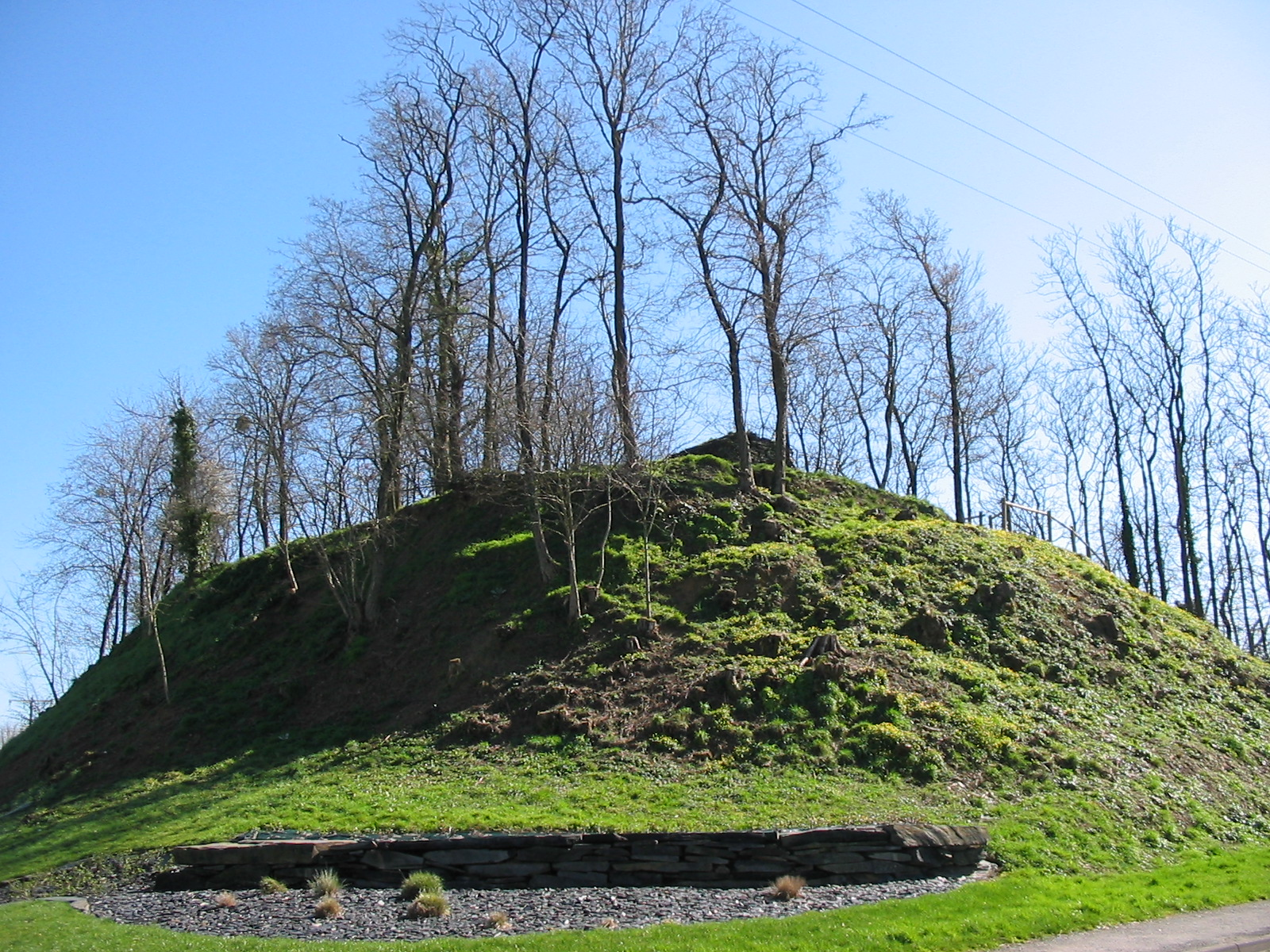
Exemple de motte féodale.

Au cours du Xe siècle, trois châteaux à motte contrôlent l'espace. Ce type de fortification est assez bien représenté dans la région.
À la fin du XIe siècle, le bourg dénommé Baizac, jouxte l'Auvergne et le Bourbonnais. C'est l'époque de la construction de l'église romane Saint-Symphorien.

### Époque moderne
Au XVe siècle de nouveaux seigneurs s’installent à Beaulieu et à Fontnoble.
En dépit de la faible diffusion du protestantisme dans le Bourbonnais, se déroule à proximité la seule grande bataille livrée dans la région, celle de Cognat, en 1568. Elle opposa une armée protestante venant du Forez à l’armée du gouverneur d’Auvergne qui voulait lui barrer la route mais n'y parvint pas.
On raconte qu'aurait été creusé un souterrain de l’église de Cognat à Biozat, lieu de refuge en cas d'attaque.

### Période contemporaine
Au XIXe siècle, la commune se développe fortement grâce à la mécanisation et à la construction d'une école. La polyculture est alors pratiquée sur les sols extrêmement divisés. On y cultivait le froment (rendement de 8 pour 1), le chanvre et la vigne.
Au XXe siècle, les amendements et la poursuite de la mécanisation font de Biozat la première commune céréalière du canton. L'élevage y occupe une place importante, la première en ce qui concerne la volaille.

## Politique et administration

### Découpage territorial
La commune de Biozat est membre de la communauté de communes Saint-Pourçain Sioule Limagne, un établissement public de coopération intercommunale (EPCI) à fiscalité propre créé le 1er janvier 2017 dont le siège est à Saint-Pourçain-sur-Sioule. Ce dernier est par ailleurs membre d'autres groupements intercommunaux.
Sur le plan administratif, elle est rattachée à l'arrondissement de Vichy, au département de l'Allier et à la région Auvergne-Rhône-Alpes. Sur le plan électoral, elle dépend du  canton de Gannat pour l'élection des conseillers départementaux, depuis le redécoupage cantonal de 2014 entré en vigueur en 2015, et de la troisième circonscription de l'Allier  pour les élections législatives, depuis le dernier découpage électoral de 2010.

### Administration municipale
| Période                                  | Période                  | Identité                       | Étiquette | Qualité   |
| ---------------------------------------- | ------------------------ | ------------------------------ | --------- | --------- |
| Les données manquantes sont à compléter. |                          |                                |           |           |
| 1er novembre 1792                        |                          | Jacques Mansier                |           |           |
|                                          |                          |                                |           |           |
| 12 avril 1795                            | 6 novembre 1795          | François Amy Docelle           |           |           |
| 6 novembre 1795                          | mars 1799                | Jacques Mansier                |           |           |
| mai 1799                                 | février 1805             | Étienne Chambon                |           |           |
| mars 1805                                | décembre 1806            | Jean Baptiste Rabusson Devaure |           |           |
| janvier 1808                             | septembre 1812           | Gabriel Cognat                 |           |           |
| octobre 1812                             | novembre 1812            | Antoine Mansier                |           |           |
| janvier 1813                             | mai 1814                 | François de Bonneval           |           |           |
| juillet 1814                             | septembre 1815           | Gabriel Cognat                 |           |           |
| octobre 1815                             | novembre 1821            | Pierre Girard                  |           |           |
| décembre 1822                            | décembre 1825            | Jean Pannetier                 |           |           |
| décembre 1831                            | avril 1833               | Irénée Faurot-Lamothe          |           |           |
| mai 1833                                 | janvier 1849             | Antoine Richard                |           |           |
| avril 1849                               | décembre 1862            | Jacques Degoute                |           |           |
| janvier 1863                             | janvier 1881             | Antoine Richard                |           |           |
| janvier 1881                             | mai 1884                 | Jacques Rousse                 |           |           |
| mai 1884                                 | septembre 1889           | Antoine Richard                |           |           |
| septembre 1889                           | décembre 1895            | Jacques Bonvin                 |           |           |
| mai 1896                                 | mars 1906                | Jacques Rousse                 |           |           |
| mai 1906                                 | novembre 1919            | Gustave Eguillon               |           |           |
| décembre 1919                            |                          | Joseph Guétaud                 |           |           |
| mars 2001                                | avril 2014               | Daniel Guétaud                 | SE        |           |
| avril 2014                               | En cours (au 6 mai 2021) | Noëlle Seguin                  |           | Retraitée |

## Population et société

### Démographie
Les habitants de la commune sont appelés les Biozatois et les Biozatoises.
L'évolution du nombre d'habitants est connue à travers les recensements de la population effectués dans la commune depuis 1793. Pour les communes de moins de 10 000 habitants, une enquête de recensement portant sur toute la population est réalisée tous les cinq ans, les populations de référence des années intermédiaires étant quant à elles estimées par interpolation ou extrapolation. Pour la commune, le premier recensement exhaustif entrant dans le cadre du nouveau dispositif a été réalisé en 2006.

En 2022, la commune comptait 923 habitants, en évolution de +10,94 % par rapport à 2016 (Allier : −1,38 %, France hors Mayotte : +2,11 %).
| 1793  | 1800  | 1806  | 1821  | 1831  | 1836  | 1841  | 1846  | 1851  |
| ----- | ----- | ----- | ----- | ----- | ----- | ----- | ----- | ----- |
| 1 066 | 1 120 | 1 465 | 1 575 | 1 539 | 1 529 | 1 534 | 1 575 | 1 582 |

| 1856  | 1861  | 1866  | 1872  | 1876  | 1881  | 1886  | 1891  | 1896  |
| ----- | ----- | ----- | ----- | ----- | ----- | ----- | ----- | ----- |
| 1 483 | 1 525 | 1 544 | 1 537 | 1 517 | 1 247 | 1 258 | 1 122 | 1 091 |

| 1901  | 1906 | 1911 | 1921 | 1926 | 1931 | 1936 | 1946 | 1954 |
| ----- | ---- | ---- | ---- | ---- | ---- | ---- | ---- | ---- |
| 1 022 | 952  | 932  | 794  | 744  | 746  | 685  | 700  | 744  |

| 1962 | 1968 | 1975 | 1982 | 1990 | 1999 | 2006 | 2011 | 2016 |
| ---- | ---- | ---- | ---- | ---- | ---- | ---- | ---- | ---- |
| 766  | 680  | 663  | 684  | 716  | 663  | 698  | 754  | 832  |

| 2021 | 2022 | - | - | - | - | - | - | - |
| ---- | ---- | - | - | - | - | - | - | - |
| 901  | 923  | - | - | - | - | - | - | - |

### Enseignement
Biozat dépend de l'académie de Clermont-Ferrand ; elle gère une école élémentaire publique.
Les élèves poursuivent leur scolarité au collège de Gannat puis au lycée Albert-Londres à Cusset, ou au lycée Blaise-de-Vigenère, à Saint-Pourçain-sur-Sioule.

### Sports
Il existe un club sportif à Biozat, un club de tennis de table : l'Amicale laïque de Biozat, section tennis de table. Il y a également un club de pétanque, recréé en 2007.

## Culture locale et patrimoine

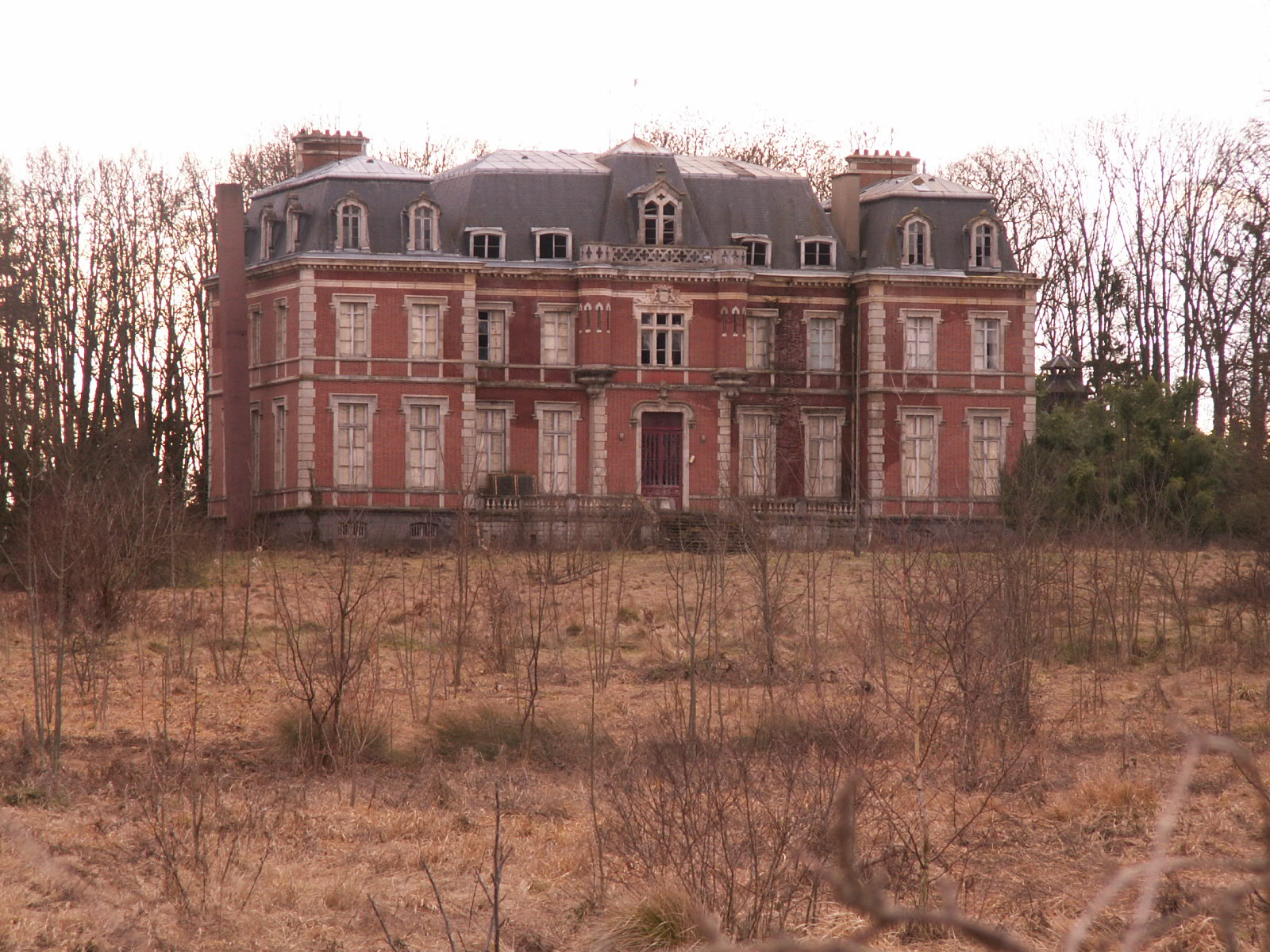
Vue du château des Versannes en février 2007.

### Lieux et monuments
- Église Saint-Symphorien du XIIe siècle, classée monument historique en 1862. En visite libre. L'église, construite sur une motte fossoyée, se situait dans l'enclave du château (incendié en 1369), dont les seigneurs étaient les premiers vassaux des ducs de Montpensier. Des vestiges trouvés au cours des fouilles de la façade au XIXe siècle, permettent de supposer qu'elle était attenante au château. La construction de l'église remonte à 1140. Édifice pur roman auvergnat avec nef élevée et obscure, transept à peine saillant, abside et petites absidioles en hémicycle et clocher octogonal. Au XIXe siècle, des peintures murales du XVe siècle ont été retrouvées sous les badigeons, représentant des saints (martyres de saint Sébastien et de saint Étienne) et diverses ornementations. Annonciation et Visitation en bois sculpté XVIIe siècle, bénitier XVIe siècle. Vitrail du baptême du Christ : orne le tympan d’une ouverture en plein cintre ; vient des ateliers de Clermont. Statue (XVIe siècle) de saint Symphorien, patron de la paroisse (sa fête est célébrée le 22 août ; la fête patronale de Biozat se tient autour de cette date).
- Château de Fontnoble (XVe – XVIIIe siècle). Cet ensemble, constitué d'une maison de maître XVIIIe siècle et d'une exploitation rurale attenante, remplace une ancienne maison forte du XVe siècle dont il subsiste une tour ronde. Une porte moulurée à accolade remonte à la fin du XVe siècle. Le logis actuel est un pavillon carré, attenant aux communs[26]. Classé aux monuments historiques par arrêté du 17 septembre 2007 avec ses communs et son parc, y compris les piliers d'entrée et les décors intérieurs du logis (salle à manger aux peintures murales, salon au papier peint panoramique, salon-chapelle, chambre à dessus-de-porte peints) et des communs (salon du rez-de-chaussée, chambre de l'étage).
- Château des Versannes (dit de Biozat)[Note 3], du XIXe siècle, néo-gothique. A servi d'ancienne maison de repos A. Fourny. Actuellement à l'abandon, en partie ruiné et pillé (2006-2007).
- Borne milliaire romaine et pierre celtique (120 av. J.-C.). Inscription aux monuments historiques par arrêté du 20 décembre 1946[27]. Borne romaine trouvée en 1841 lors d'une plantation d'arbres au pied du monticule sur lequel s'élève l'église. Le châtelain fit transporter la borne dans son parc pour servir de barrage au ruisseau de sa pêcherie. Le bloc, dit celtique, a été trouvé au même endroit. La borne milliaire est constituée d'un bloc hémicylindrique creux portant l'inscription : « L'empereur César, fils du divin Trajan le Parthique, petit-fils du divin Nerva, Trajan Hadrien Auguste, grand pontife, revêtu cinq fois de la puissance tribunitienne, deux fois consul, père de la patrie. Clermont, cité des Arvernes, XVIIe lieue. » Une excavation et l'orifice du bas laisseraient envisager une utilisation postérieure comme cercueil.

Pour mémoire
Un chemin souterrain reliait la Butte de l'église et l'ancien château dont il subsiste les traces de la motte artificielle et de ses fossés.

### Personnalités liées à la commune
- Jules Cariol (° Biozat, 1798 - † Clermont-Ferrand, 1843), maire de Clermont-Ferrand (1830-1835), député du Puy-de-Dôme (1834-1837).

### Patrimoine fruitier
La variété de pomme « Reinette blanche de Biozat » est, comme son nom l'indique, originaire de la commune. Variété très vigoureuse, elle a le grand avantage d'être peu sensible aux maladies (tavelure). Le fruit est moyennement juteux, parfumé et goûteux. La cueillette est tardive (octobre) et sa durée de conservation est longue (début du printemps). Cette variété de pomme est conservée au Verger conservatoire du Vernet.

### Héraldique
| Blason de Biozat | Blason  | D'azur aux trois roues d'or, au chef d'argent fretté de gueules. |
| Blason de Biozat | Détails | Le statut officiel du blason reste à déterminer.                 |